# İhsan Acar
İhsan Acar (* 1975 in Berlin) ist ein in Deutschland lebender türkischer Autor. 

## Leben
Acar war als Projektmanager in einem Kreditinstitut tätig. Danach arbeitete er im Einzelhandel. Er ist der Autor des Buches Der Türke: das Original. Es erschien 2007 im Deutschen Taschenbuch Verlag. In seinem Buch vermittelt er „was wir über unsere Landsleute (türkischer Abstammung) noch nicht wissen“. 
Astrid van Nahl begeisterte sich in einer umfassenden Rezension seines Buches innerhalb ihrer Publikation Europa und die Türken (2008): „Was für ein unterhaltsam, herrlich zu lesender Brückenschlag zwischen zwei Kulturen!“. Der KÜS nannte Acar in seinem wöchentlichen Buchtipp „einen ernst zu nehmenden, aber nicht bierernst schreibenden Mitbewerber“ von Kaya Yanar. Auch das SR2 KulturRadio stellte das Werk als Taschenbuchtipp innerhalb seiner BücherLese vor. Die Literaturzeitschrift Die Brücke sah in Acars Erstling „ein Buch voller Überraschungen und ironischer Verallgemeinerungen. Ein Buch zum Schmunzeln.“